# Mudshovel
«Mudshovel» (первоначально Mudshuvel) — песня американской метал-группы Staind, выпущенная в качестве третьего сингла со второго студийного альбома Dysfunction.

## Видеоклип
Видеоклип начинается с группы, исполняющей песню на сцене, созданной из органического стекла, а также поочерёдно участников группы в тёмной помещениях. Параллельно в видеоклипе показана сюжетная линия, в которой девушка изменяет своему мужчине другому, а в конце наоборот. Режиссёром видеоклипа был Грегори Дарк.

## О сингле
Песня стала хитом и является одной из самых узнаваемых песен группы. Она достигла 14-й позиции в чарте Modern Rock Charts и 10-й в Mainstream Rock Charts. Первоначально песня была записана в более тяжёлой версии Mudshuvel, для дебютного альбома Tormented. Новая версия получилась менее кричащей и тяжёлой, особенно припев отличается от версии Mudshuvel. В музыкальном плане песня опирается на характерную басовую линию из трёх нот.

## Чарты
| Чарт (1999–2000)             | Высшая позиция |
| ---------------------------- | -------------- |
| (Hot Mainstream Rock Tracks) | 10             |
| (Hot Modern Rock Tracks)     | 14             |

## Участники записи
- Аарон Льюис — вокал
- Майк Машок — гитара
- Джонни Эйприл — бас-гитара, бэк-вокал
- Джон Уайсоки — барабаны